# فرقه داودیه

پرچم فرقه داوودیه

فرقه داودیه یکی از فرقه‌های مسیحیت و منشعب از کلیسای ادونتیست است. این فرقه در سال ۱۹۳۰ در آمریکا توسط ویلیام میلر که کشاورزی انگلیسی بود، پایه‌گذاری شد؛ ولی تا سال ۱۹۵۵ همچنان به عنوان یک فرقه ادونتیست شناخته می‌شد.
فرقه داودیه به ظهور منجی باور ندارد و برای آن تاریخ ۱۹۴۳ را نیز تعیین کرد. به همین دلیل، این فرقه کم‌کم خود به فرق‌های گوناگونی تقسیم شد. ادونتیست‌های تبشیری، کلیسای مسیحی ادونت، کلیسای خدا و عیسی مسیح از مهم‌ترین فرق‌های منشعب از داودیه‌است.
ورنن وین هوول رهبر فرقه داودیه که بعدها نام خود را به دیوید کورش تغییر داد از رهبران این فرقه‌است.